# Sexey-les-Bois
Sexey-les-Bois ist eine Ortschaft und eine Commune déléguée in der französischen Gemeinde Bois-de-Haye im Département Meurthe-et-Moselle in der Region Grand Est (bis 2015 Lothringen). Die Bewohner nennen sich Sexois.

## Geografie
Der Ort Sexey-les-Bois liegt drei Kilometer östlich der Mosel, etwa in der Mitte zwischen den Städten Toul und Nancy auf einem waldreichen Plateau. Nördlich und östlich von Sexey-les-Bois breiten sich Wälder aus (Bois de Namplain, Forêt Communale de Sexey-les-Bois, Fourasses de Sexey). Die Forste sind Teil des großen Waldgebietes Forêt de Haye, dessen Kern heute die Stadt Nancy halbkreisförmig umschließt. Nachbargemeinden der Gemeinde Sexey-les-Bois waren Aingeray im Norden, Liverdun im Nordosten, Velaine-en-Haye im Osten und Süden sowie Fontenoy-sur-Moselle im Westen.

## Geschichte
Der erste Vorläufer des Ortsnamens erschien bereits im Jahr 965 in der lateinischen Form Cirseio. Er entwickelte sich über Sessiacum im Jahr 1050, Sirceio im Jahr 1137 und Sixeyo im Jahr 1402 allmählich zum heutigen Sexey. Neben Sexey-les-Bois (zur Unterscheidung vom nahegelegenen Dorf Sexey-aux-Forges) tauchte auch der Name Sexey-en-Haie auf. Auf Karten der Geographen-Werkstatt Naudin aus Versailles fand sich zwischen 1728 und 1739 auch der Ortsname Xeres au bois. Noch 1801 gab es die Schreibweise Sexey-aux-Bois.
1830 entfielen von der 681 ha umfassenden Gemeindefläche 300 ha auf Äcker, 220 ha auf Wald und 25 ha auf Wiesen.
Am Vorabend der Französischen Revolution war Sexey-les-Bois Teil des Dekanates Toul in der Diözese Toul. Den größten Grundbesitz in der Gemeinde hatten die Grafen von Fontenoy, den die Priester verwalteten. Zwei Drittel des Zehnten gingen an die Äbte des Klosters Saint-Mansuy in Toul.
Die rot-silbernen Teilungen und die drei Alérions im Wappen sind die Insignien der Familie von Igny als den ersten Grafen von Fontenoy: der Baum symbolisiert den Waldreichtum, die Weizengarbe die Landwirtschaft.
Die Gemeinde Sexey-les-Bois wurde am 1. Januar 2019 mit Velaine-en-Haye zur Commune nouvelle Bois-de-Haye zusammengeschlossen. Sie hat seither den Status einer Commune déléguée. Die Gemeinde Sexey-les-Bois gehörte zum Arrondissement Toul und zum Gemeindeverband Terres Touloises.

### Bevölkerungsentwicklung
| Jahr      | 1962 | 1968 | 1975 | 1982 | 1990 | 1999 | 2007 | 2016 |
| Einwohner | 275  | 261  | 246  | 266  | 291  | 315  | 351  | 370  |

Im Jahr 1876 wurde mit 478 Bewohnern die bisher höchste Einwohnerzahl ermittelt. Die Zahlen basieren auf den Daten von cassini.ehess.fr.

## Sehenswürdigkeiten
- Kirche Mariä Geburt (Église de la Nativité-de-la-Vierge)
- Flurkreuz Jean Deny
- Parc de loisirs de la Forêt de Haye, Freizeitpark, vier Kilometer südöstlich von Sexey-les-Bois

Kirche Mariä Geburt
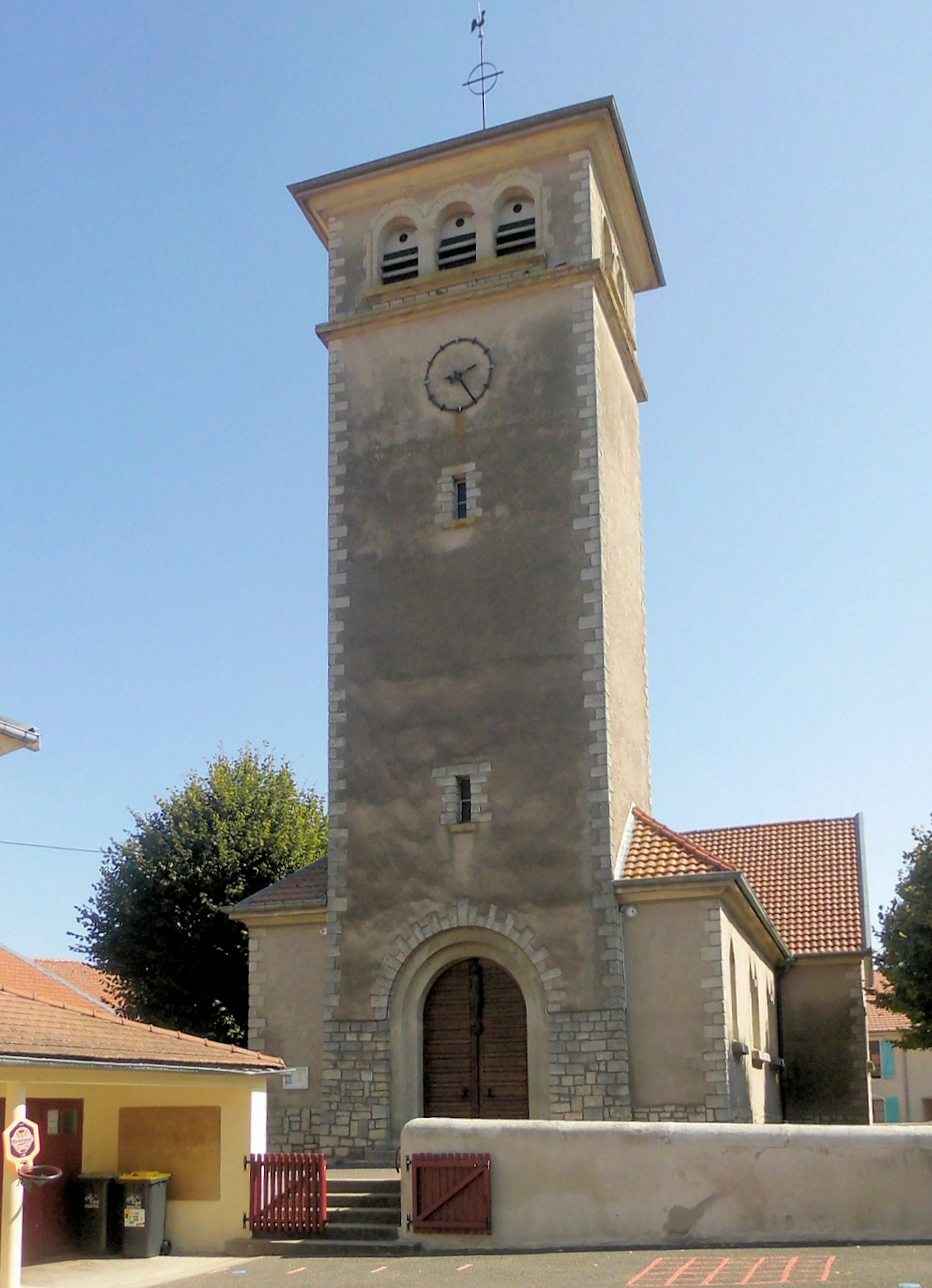
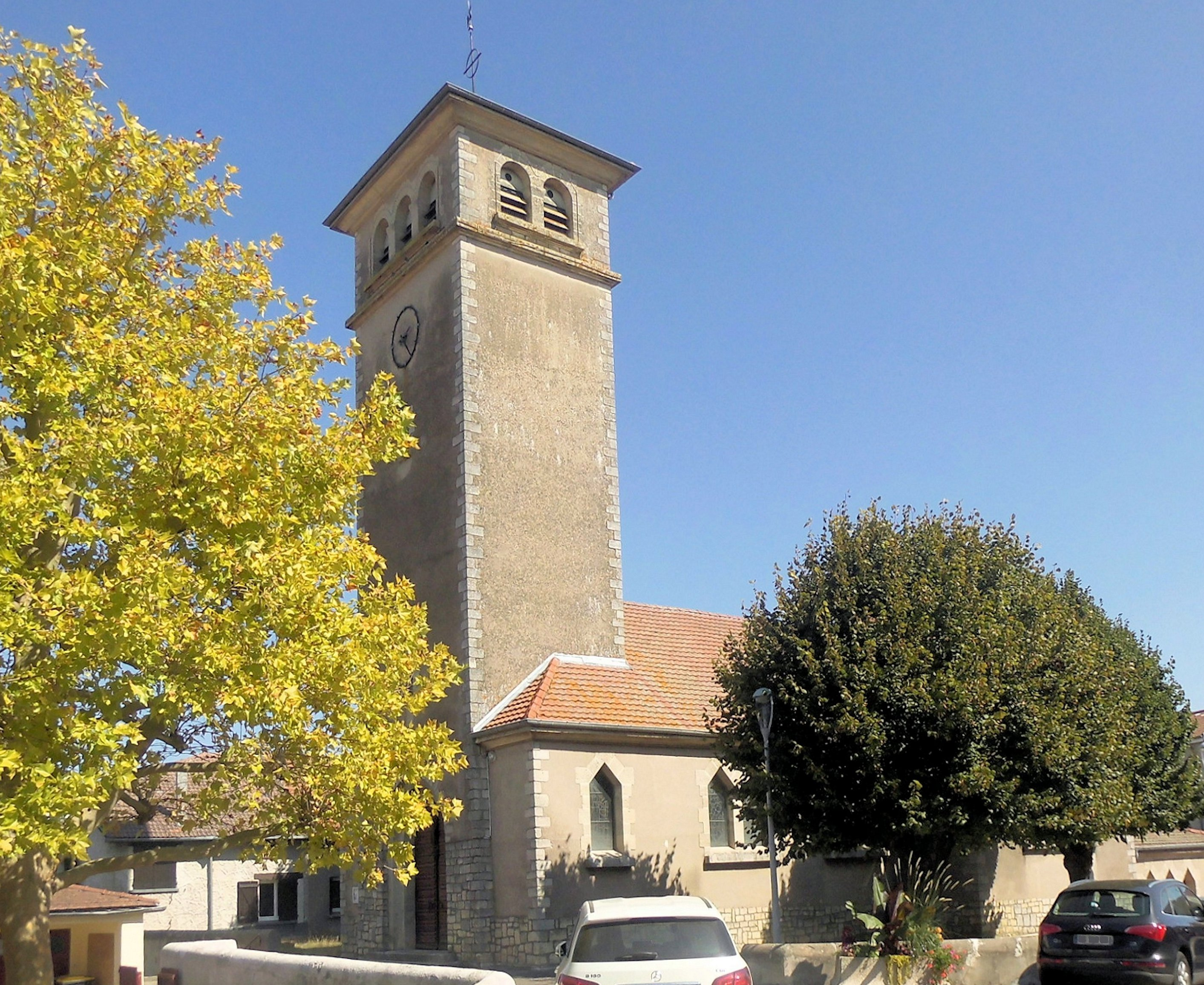

## Wirtschaft und Infrastruktur
Ein wichtiger Erwerbszweig in Sexey-les-Bois ist nach wie vor die Landwirtschaft. Es produzieren noch fünf Betriebe im Ort.
Es gibt einen Bäckereibetrieb und zwei Möbelgeschäfte. Sexey-les-Bois ist darüber hinaus Grundschulstandort.
In der benachbarten Ortschaft Velaine-en-Haye besteht ein Anschluss an die Autoroute A31 von Nancy nach Toul. Zwei Kilometer westlich von Sexey-les-Bois befindet sich in Fontenoy-sur-Moselle ein Haltepunkt an der Bahnstrecke Paris–Strasbourg.

## Belege
1. ↑  Aude Wirth: Les Noms de lieux de Meurthe-et-Moselle, Dictionnaire étymologique, Haroué; Gérard Louis, 2004, S. 313 (ISBN 978-2-914554-43-5)
2. ↑  Dictionnaire topographique du département de la Meurthe, Seite 204 (Henri Lepage, Société d'archéologie lorraine et du Musée historique lorrain, 1862) - 213 Seiten
3. ↑  Geschichte auf chr.lorraine.eu (nicht mehr abrufbar)
4. ↑  Ortsname auf cassini.ehess.fr
5. ↑  Geschichtsabriss auf auburtin.fr (französisch)
6. ↑  Wappenbeschreibung auf genealogie-lorraine.fr (französisch)
7. ↑  Sexey-les-Bois auf cassini.ehess.fr
8. ↑  Landwirtschaftsbetriebe in Sexey-les-Bois auf annuaire-mairie.fr (französisch)